# 貝爾珀鎮足球會
貝尔珀鎮足球會（Belper Town F.C.)是一支位於英格蘭貝尔珀的職業足球會，目前於英格蘭北部超級聯賽甲組東角逐。

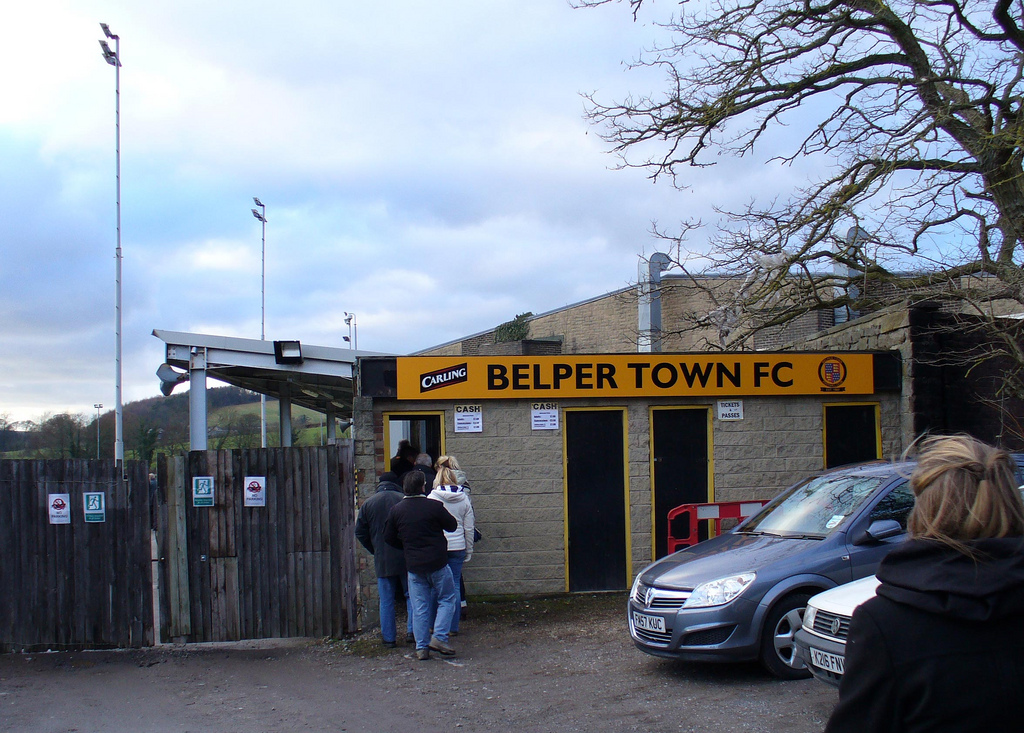
貝尔珀鎮足球會球場外

## 外部連結
- Official website （页面存档备份，存于）